# Selišta (Pljevlja)
Pour les articles homonymes, voir Selišta.
Selišta (en serbe cyrillique : Селишта) est un village du nord du Monténégro, dans la municipalité de Pljevlja.

## Démographie

### Évolution historique de la population
| 1948 | 1953 | 1961 | 1971 | 1981 | 1991 | 2003 |
| ---- | ---- | ---- | ---- | ---- | ---- | ---- |
| 133  | 169  | 144  | 93   | 68   | 43   | 20   |